# Insnoering (materiaalkunde)

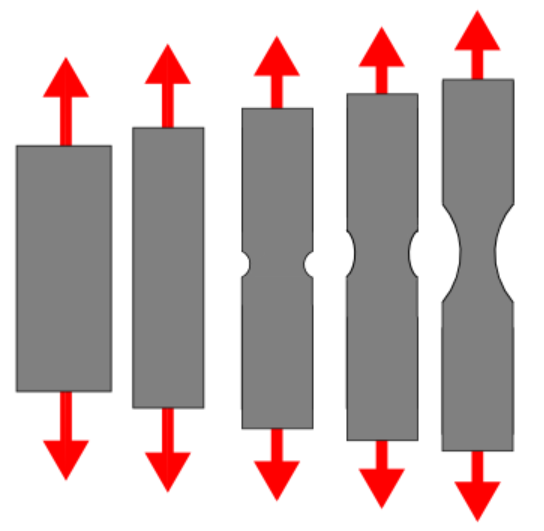
Insnoering in een trekstaaf treedt op bij voldoende spanning op een materiaal.

Insnoering gaat vooraf aan breuk van een materiaal als deze wordt uitgerekt. Als men een taai materiaal uitrekt, zal het eerst elastisch vervormen, en als de kracht op het materiaal toeneemt, (een kracht hoger dan zijn treksterkte), plastisch vervormen. Onder invloed van een trekkracht zal een taai materiaal beginnen in te snoeren. Insnoering vindt plaats op het moment dat de vloeigrens van het materiaal bereikt is. Dat wil zeggen dat de oppervlakte loodrecht op de kracht kleiner wordt. Absoluut gezien is er minder kracht nodig om het materiaal nog verder uit te rekken. 
Dit is te zien aan een daling van de curve in het spanning-rekdiagram. Eigenlijk wordt de kracht echter geproportionaliseerd met de oppervlakte wat de spanning in MPa oplevert. Als dit zou worden meegenomen in de meting, dan zou de spanning bij breuk hoger liggen dan de treksterkte.
Een bros materiaal geeft nauwelijks insnoering, omdat deze relatief niet plastisch zal deformeren. Hierdoor zal de kleine scheur die ontstaat als de kracht te hoog wordt, direct doorgroeien en voor een onverwachte brosse breuk zorgen.